# French Open 1951 (Badminton)
Die French Open 1951 im Badminton fanden vom 6. bis zum 8. April 1951 in Paris statt. Es war die 23. Auflage des Championats.

## Finalresultate
| Disziplin    | Sieger                      | Finalist                      | Ergebnis          |
| ------------ | --------------------------- | ----------------------------- | ----------------- |
| Herreneinzel | Ong Poh Lim                 | Wong Peng Soon                | 15-8, 15-9        |
| Dameneinzel  | Betty Grace                 | L. Greene                     | 11-0, 11-1        |
| Herrendoppel | Ong Poh Lim Ismail Marjan   | Eddy Choong Cheong Hock Leng  | 15-7, 15-7        |
| Damendoppel  | Queenie Webber Audrey Stone | Mimi Wyatt Betty Grace        | 15-8, 9-15, 18-14 |
| Mixed        | Eddy Choong Queenie Webber  | Cheong Hock Leng Audrey Stone | 15-7, 15-7        |